# Биекенов, Кайрат Оразбаевич
Кайрат Оразбаевич Биекенов (род. 24 мая 1972 года) — казахстанский прыгун с трамплина, участник зимней Олимпиады 1994 года в Лиллехаммере, главный тренер сборной Казахстана по прыжкам с трамплина.

## Биография
На зимней Олимпиаде 1994 года в Лиллехаммере Кайрат был знаменосцем казахстанской команды.
Участвуя в прыжках с 90-метрового трамплина, показал 49-й результат (157,5 очков). А на 120-метровом трамплине был 58-м с результатом 35,2 очков.
Выиграл лицензию на участие в зимней Олимпиаде 1998 года в Нагано, но на старт не вышел.

## Тренерская карьера
С 2001-2006, 2007 года — на тренерской работы. В 2009—2010 годах помогал старшему тренеру сборной Казахстана — Дионису Водневу. С 2010 года — главный тренер сборной Казахстана по прыжкам с трамплина. На зимних Азиатских играх 2011 года ведомая им сборная завоевала золотую, серебряную и две бронзовые медали.
На подиуме оказались :
- Николай Карпенко
- Алексей Королёв
- Евгений Лёвкин
- Радик Жапаров